# William Congreve (dramaturg)
William Congreve (ur. 24 stycznia 1670 w Bardsey koło Leeds, zm. 19 stycznia 1729 w Londynie) – angielski dramatopisarz i poeta.
Dzieciństwo i młodość spędził w Irlandii. Studiował prawo w londyńskiej korporacji Middle Temple. Porzucił je, gdy jego pierwsza komedia – The Old Bachelor (Stary kawaler) – została w 1693 wystawiona w teatrze Drury Lane.
Za najważniejszą sztukę Congreve'a uchodzi komedia The Way of the World, znana w Polsce pod tytułem Światowe sposoby, przedstawiona publiczności w 1700 roku.
Jej bohaterami są Mirabell i urodziwa Millamant, o której rękę i majątek stara się mężczyzna.
Zmarł w wyniku obrażeń odniesionych przy wywróceniu się karety w drodze na kurację do Bath. Został pochowany w Opactwie Westminsterskim.